# Angola en los Juegos Paralímpicos de Atlanta 1996
Angola estuvo representada en los Juegos Paralímpicos de Atlanta 1996 por dos deportistas masculinos. El equipo paralímpico angoleño no obtuvo ninguna medalla en estos Juegos.